# پادشاه گیه
پادشاه گیه (به کره‌ای: 계왕)، (سلطنت: ۳۴۴~۳۶۴ میلادی)؛ دوازدهمین پادشاه بکجه یکی از سه پادشاهی کره و پسر ارشد پادشاه بونسو دهمین پادشاه بکجه بود.

## پیش‌زمینه
او پسر ارشد دهمین پادشاه بکجه، پادشاه بونسو بود که درسال ۳۰۴ میلادی ترور شد. سامگوک ساگی گزارش می‌دهد که: «او به‌طور طبیعی سخت و قوی بود و در اسب و کمان ماهر بود. وقتی پادشاه بونسو درگذشت، گیه برای جانشینی او خیلی جوان بود، بنابراین پادشاه بیریو (برادر کوچکتر هفتمین پادشاه بکجه پادشاه سابان) جانشین او شد و در چهل و یکمین سال سلطنتش مرد سپس گیه جانشین او شد».

## سلطنت
حکومت او نشانگر ادامه رقابت بین دو خط سلطنتی، پادشاه پنجم پادشاه چوگو و هشتمین پادشاه پادشاه گوی بود، که گیه از نسل او بود. خط گوی با سلطنت ۲ ساله گیه به پایان رسید، زیرا پسر پادشاه بیریو، پادشاه گون‌چوگو جانشین او شد.
سامگوک‌ساگی:
۳۴۶ میلادی، پاییز، ماه نهم. پادشاه درگذشت.

## خانواده
- پدر: پادشاه بونسو
- مادر: ناشناس
  - ملکه: ناشناخته
    - فرزندان: بویو مین
    - بویو مون
    - بویو هوا

## تصویر سازی مدرن
- توسط هان جینهی درسال ۲۰۱۰~۲۰۱۱ در مجموعه تلوزیونی «امپراتور افسانه‌ها» کی‌بی‌اس، به تصویر کشیده شد.